# Conway (Missouri)
Pour les articles homonymes, voir Conway.
Conway est une ville du comté de Laclede, dans le Missouri, aux États-Unis,. Située au sud-ouest du comté, elle est fondée en 1869 et incorporée en 1927.

## Démographie
Lors du recensement de 2010, la ville comptait une population de 788 habitants. Elle est estimée, en 2016, à 778 habitants.

### Source de la traduction
- (en) Cet article est partiellement ou en totalité issu de l’article de Wikipédia en anglais intitulé « Conway, Missouri » (voir la liste des auteurs).